# Facultad de la Fuerza Aérea
La Facultad de la Fuerza Aérea (FFA) es una unidad académica de la Universidad de la Defensa Nacional (UNDEF), Argentina, creada el 21 de octubre de 2015 con sede en Retiro (CABA).

## Reseña
Tras surgir la Universidad de la Defensa Nacional creada en 2014, fue creada una facultad para cada fuerza armada de la Nación. Así, nació la Facultad de la Fuerza Aérea el 21 de octubre de 2015 por acta de la Universidad.
Su misión es contribuir a la formación del personal militar de la Fuerza Aérea con los institutos de formación militar en la órbita de la Dirección General de Educación de esa fuerza armada, así como en el ámbito privado.

## Institutos de formación
- Facultad de la Fuerza Aérea (FFA). Asiento: Retiro (CABA).
- Dirección General de Educación (DGE). Asiento: Edificio Cóndor (Retiro, CABA).
  - Escuela de Aviación Militar (EAM). Asiento: Córdoba.
  - Escuela de Suboficiales de la Fuerza Aérea Córdoba (ESFAC). Asiento: Córdoba.
  - Escuela de Suboficiales de la Fuerza Aérea Ezeiza (ESFAE).[nota 1] Asiento: Ezeiza.
  - Liceo Aeronáutico Militar (LAM). Asiento: Funes (SF).
  - Escuela Superior de Guerra Aérea "Brigadier Mayor César Raúl Ojeda" (ESGA). Asiento: Centro Educativo de las Fuerzas Armadas (Palermo, CABA).
  - Centro Regional Universitario Córdoba IUA (IUA).[nota 2] Asiento: Córdoba.
  - Instituto Nacional de Derecho Aeronáutico y Espacial (INDAE). Asiento: Retiro (CABA).